# Thera Hofstede Crull
Woltera Hendrika (Thera) Hofstede Crull (Hengelo, 30 maart 1900 – Den Haag, 30 augustus 1966) was een Nederlandse sieraadontwerper en keramist.

## Leven en werk
Hofstede Crull was een dochter van elektriciteitspionier en fabrikant Rento Hofstede Crull (1863-1938) en Aleida Johanna Hendrika Dikkers (1865-1928). Ze was van 1931 tot 1958 getrouwd met Werner Eduard Albert Hermanns. Uit dit huwelijk werd een dochter geboren.
Hofstede Crull maakte aanvankelijk alleen sieraden tot ze een keramiekopleiding ging volgen aan het Instituut voor Kunstnijverheidsonderwijs in  Amsterdam, waar ze les kreeg van Bert Nienhuis. Ze vervolgde haar opleiding aan de Rijksschool voor de klei- en aardewerkindustrie in Gouda en aan de Kolner Werkschulen. In 1928 richtte ze Pottenbakkerij De Ooyman op in de ouderlijke villa in Doetinchem. Ze maakte er vooral thee- en koffieserviezen. Haar werk werd bij diverse galerieën verkocht en ze exposeerde diverse malen. Naar aanleiding van een tentoonstelling in 1930 schreef de Rotterdamsche courant: "Een groote technische bedrevenheid paart zij aan een zuivere artisticiteit en de resultaten, die zij met haar vreugdevollen arbeid bereikt, zijn zonder uitzondering van een verheugende orginaliteit."
Hofstede Crull werd in 1932 lid van de Nederlandsche Vereeniging voor Ambachts- en Nijverheidskunst. Na haar huwelijk verhuisde ze Hannover, waar ze kettingen maakte, Zwolle en in 1934 naar Eerde. In Eerde had ze een atelier op de Quakerschule Eerde, ze gaf er ook les in pottenbakken. In 1943 verhuisde ze naar de Kerkstraat in Amsterdam, waar ze een atelier had in het souterain.
De kunstenares overleed op 66-jarige leeftijd.

## Afbeeldingen

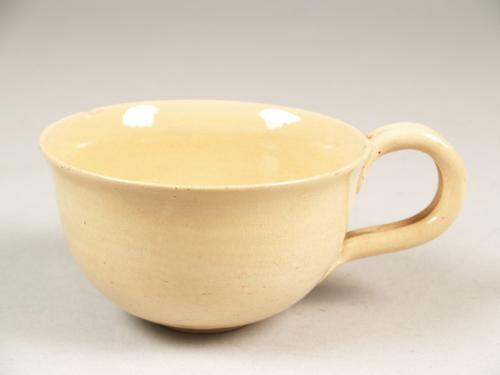
Kop met groot oor met crèmekleurig, craquèle glazuur
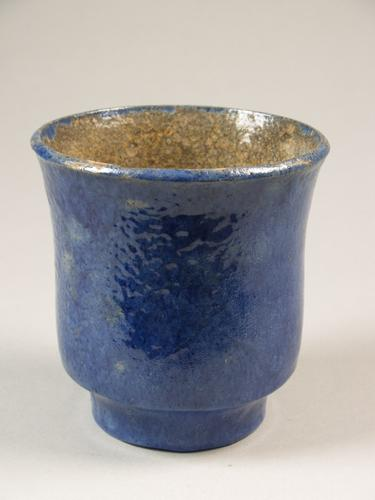
Vaas met extern blauw en intern gespikkeld grijs glazuur
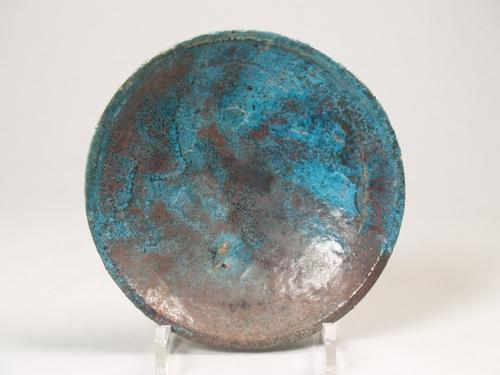
Ronde schaal